# ペニテンテ (自然現象)

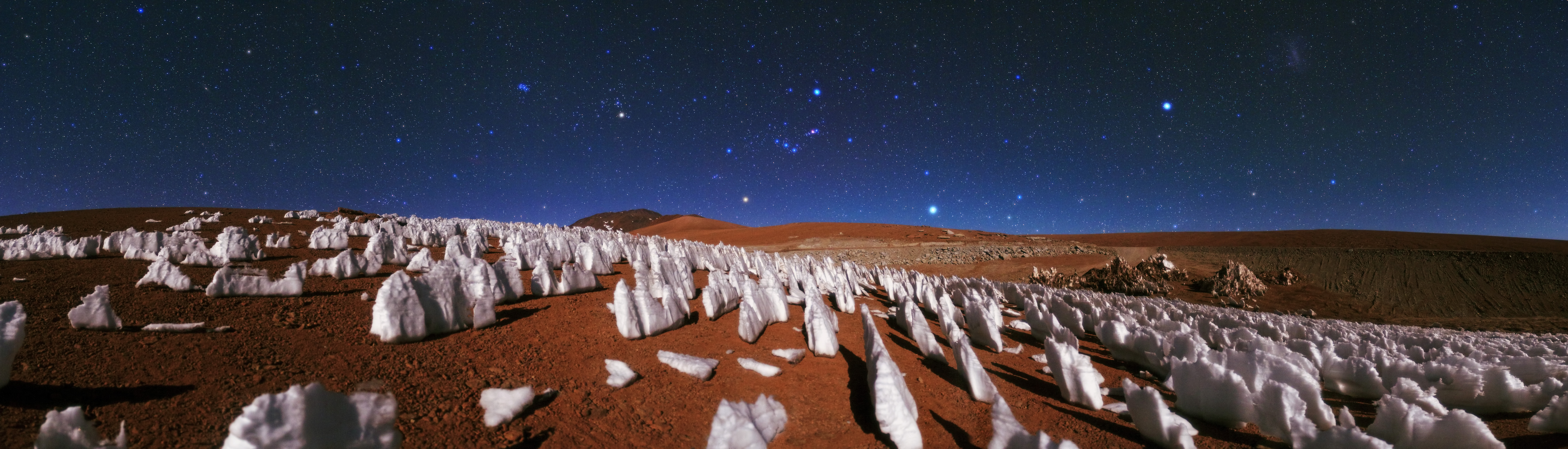
アタカマ砂漠の夜空の下に広がるペニテンテ

ペニテンテ（英語：Penitente(s)）は、特にアンデスの高地に見られる雪による構造物であり、雪や氷が固まった細長い刃のような形で、太陽の方向に向かって間隔をあけて並んでいるものである。ペニテンテとはスペイン語で、「悔悟者（懺悔者）形の雪」の意味の言葉（英語ではpenitent-shaped snowsに対応）。形状がひざまずき懺悔をする人々の群れに似ていることに由来する。

## 概要
高地の気候によって形成される雪、ないしは氷による塔形の自然構造物である。この構造は、スペインの聖週間（Holy Week in Spain）の懺悔の行列で宗徒たちが身に着けた高く、先の尖った修道服や頭巾を連想させる。これらの雪氷による尖塔は、アンデス山脈地域のうち、標高4,000メートル (13,000 ft)を超えるドライ・アンデス（Dry Andes）と呼ばれる地域に見られる。長さは数センチメートルから最大で5メートル (16 ft)。
1839年に初めてチャールズ・ダーウィンによって科学文献に記述された。1835年3月22日、ダーウィンはチリのサンティアゴからアルゼンチンのメンドーサに向かう途中で、ピウケネス峠（Piuquenes Pass）の近くのペニテンテで覆われた雪原をくぐり抜けなければならず、そこでアンデス山脈の強風によって形成されたとする地元の信仰（現在も続いている）について報告した。
ルイ・リブートリー（Louis Lliboutry）によると、ペニテンテの形成につながる特異なアブレーションの背後にある気候条件は、氷点下で推移する露点温度であるという。この露点と空気の乾燥によって雪の昇華が引き起こされる。一度アブレーションが始まると、成長するペニテンテの表面の形状が特殊な機構を生み出し、放射される光は壁の間で多重反射して閉じ込められるようになる。結果くぼみの部分は放射される光に対してほぼ黒体となる一方で、風が弱まることで空気が飽和するために露点温度が上昇、これにより融解が始まる。このようにして、昇華のみによって質量が失われるピーク状態が維持され、最低限の日射しか遮られない。くぼみの部分では、アブレーションが促進され、ペニテンテは下向きに成長する。このプロセスの数学的モデルはBettertonによって開発されたが、粒状雪から小さなペニテンテができるまでの初期段階における物理的なプロセスはまだ不明であり、ペニテンテが雪面のエネルギーバランスに与える影響、ひいては融雪や水資源に与える影響も研究されている。

## 地球外の例

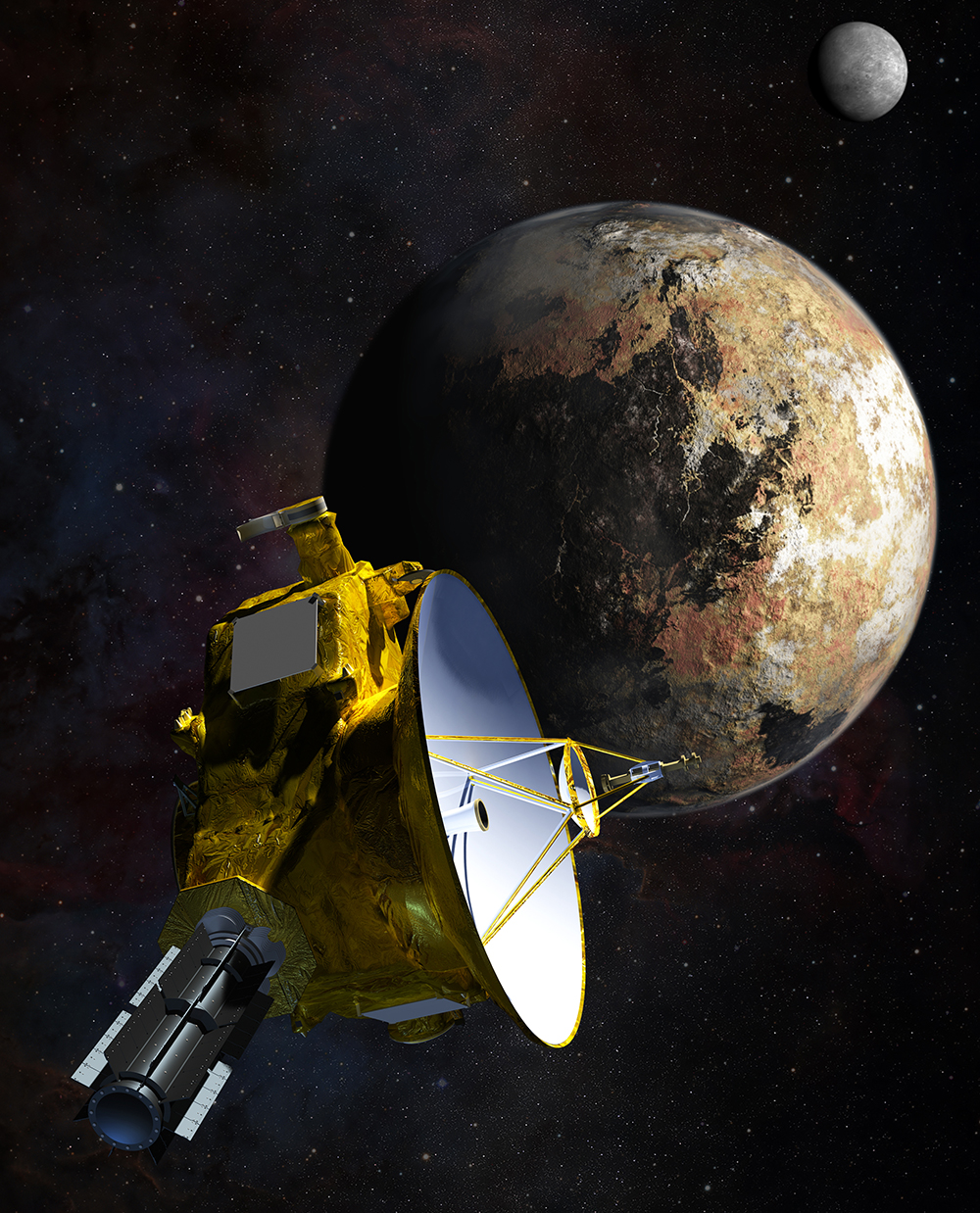
冥王星へ向かうニュー・ホライズンズ。

最大で15メートル (49 ft)高さになるペニテンテは、木星の衛星であるエウロパの回帰線地帯にも存在することが示唆されている。また、最近の研究によると、NASAのニュー・ホライズンズは、非公式にタルタルス・ドルサと名付けられた冥王星の地域でペニテンテを発見している。

## ギャラリー

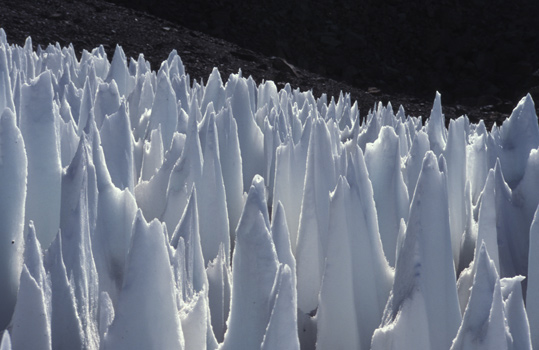
ペニテンテの群生地帯（高さ1～2メートル）。アルゼンチン中央アンデスの上リオブランコにて。
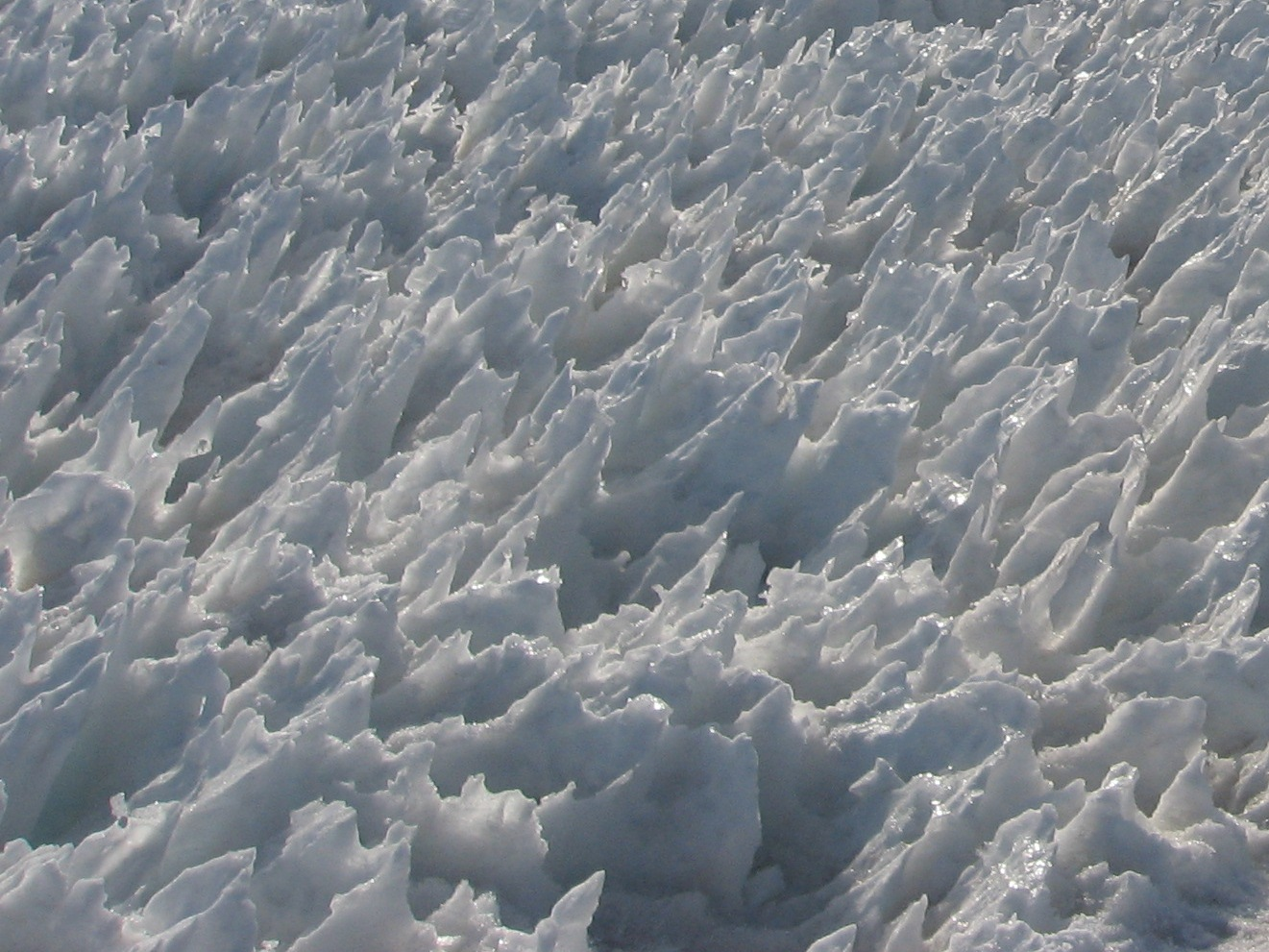
レーニア山の頂上火口にある小さなペニテンテ。
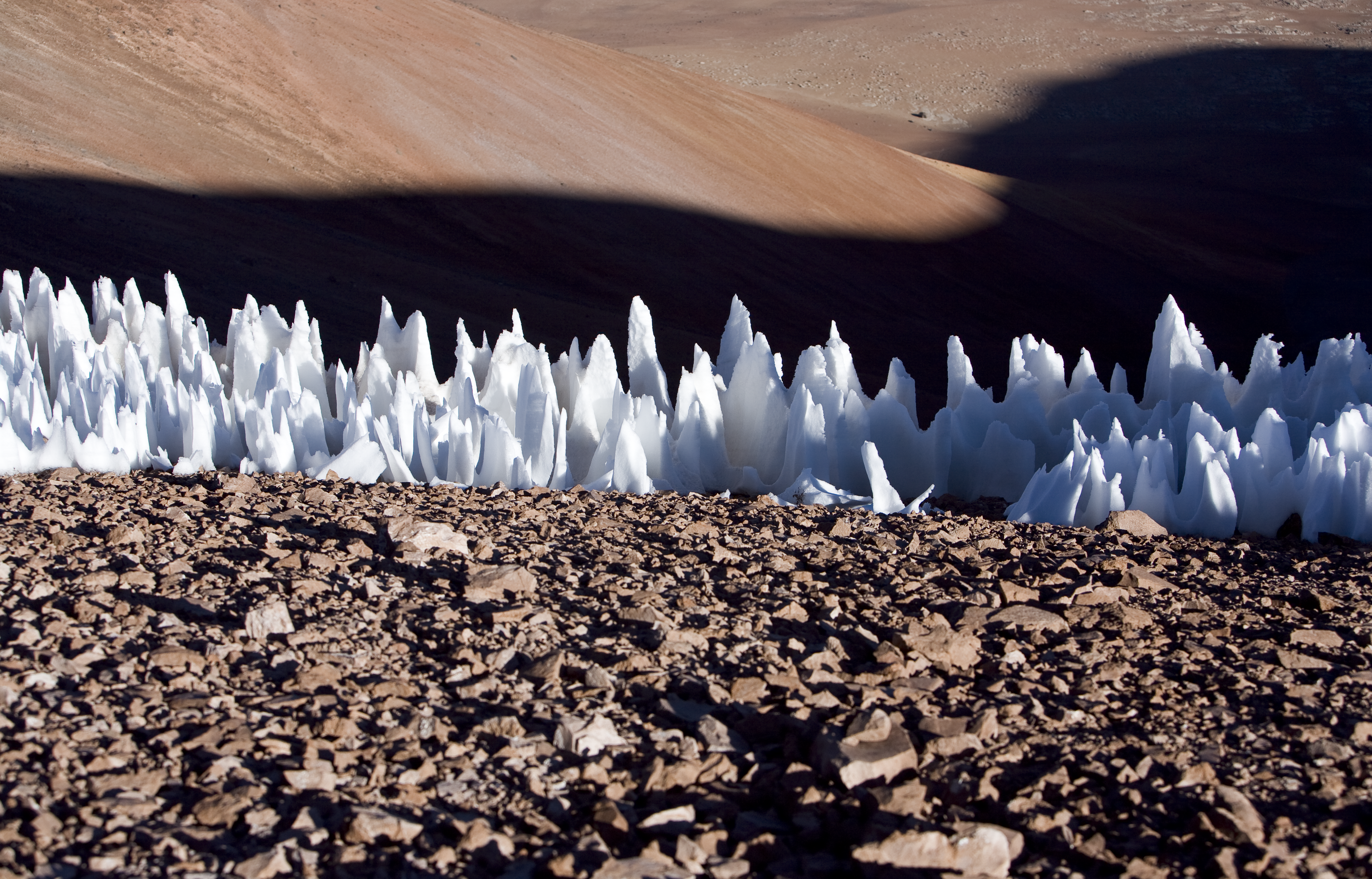
チリのChajnantor平野の南端にあるペニテンテの氷層。
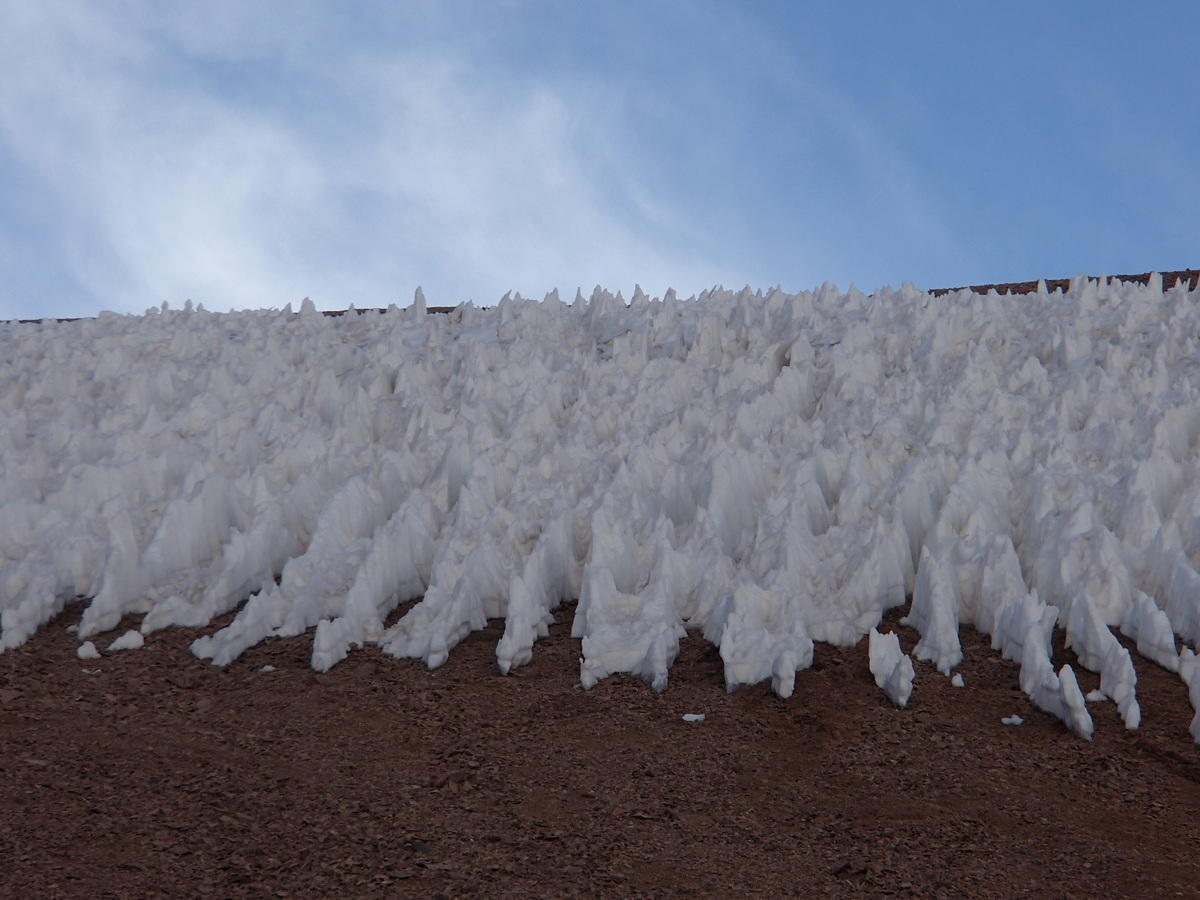
チリとアルゼンチンの国境にあるアグアネグラ峠内のペニテンテ。